# عمار النجار
عمار النجار (انگلیسی: Ammar Al-Najar؛ زادهٔ ۲۴ فوریهٔ ۱۹۹۷) یک ورزشکار است.